# Red Jacket (Lacrossespieler)
Red Jacket (auch William Alexander „Sandy“ Turkey; * 15. April 1879 in Six Nations Reserve, Brantford, Ontario, Kanada; † nach 1904) war ein Lacrossespieler. Bei den Olympischen Sommerspielen 1904 im amerikanischen St. Louis MO gewann er gemeinsam mit Black Hawk, Black Eagle, Almighty Voice, Flat Iron, Spotted Tail, Half Moon, Lightfoot, Snake Eater, Night Hawk, Man Afraid Soap und Rain in Face die Bronzemedaille im ersten Lacrossewettbewerb der Olympischen Spiele.

## Leben und Karriere
Red Jacket – wie seine Mannschaftskollegen aus der Umgebung von Brantford stammend und wahrscheinlich ein Mohawk, möglicherweise jedoch ein Mitglied eines anderen Irokesenstamms – trat mit den Mohawk Indians of Canada bei den Olympischen Spielen als zweites kanadisches Team neben den Winnipeg Shamrocks an. Der Second Home konnte eine Niederlage im einzigen Spiel gegen die Mannschaft der St. Louis Amateur Athletic Association nicht verhindern und gewann am Ende die Bronzemedaille.